# Stanislav Birner
Stanislav Birner (*11. října 1956 Karlovy Vary) je bývalý československý profesionální tenista. Největší úspěchy dosáhl ve čtyřhře. Stal se otcem české tenistky Evy Birnerové.

## Finálové účasti na turnajích ATP (7)

### Čtyřhra - vítězství (2)
| Č. | Datum         | Turnaj            | Povrch | Partner           | Soupeři ve finále            | Výsledek    |
| 1. | 19. září 1983 | Ženeva, Švýcarsko | antuka | Blaine Willenborg | Joakim Nyström Mats Wilander | 6-1 2-6 6-3 |
| 2. | 2. duben 1984 | Bari, Itálie      | antuka | Libor Pimek       | Marcel Freeman Tim Wilkison  | 2-6 7-6 6-4 |

### Čtyřhra - prohra ve finále (5)
| Č. | Datum             | Turnaj                | Povrch         | Partner           | Soupeři ve finále          | Výsledek    |
| 1. | 18. červen 1979   | Berlín, Německo       | antuka         | Jorge Andrew      | Carlos Kirmayr Ivan Lendl  | 2-6 1-6     |
| 2. | 24. březen 1980   | Nice, Francie         | antuka         | Jiří Hřebec       | Chris Delaney Kim Warwick  | 4-6 0-6     |
| 3. | 24. listopad 1983 | Ferrara, Itálie       | koberec v hale | Stefan Simonsson  | Mitton Bernard Butch Waltz | 6-7 6-0 3-6 |
| 4. | 10. srpen 1987    | Praha, Československo | antuka         | Jaroslav Navrátil | Miloslav Mečíř Tomáš Šmíd  | 3-6 7-6 3-6 |
| 5. | 5. říjen 1987     | Basilej, Švýcarsko    | koberec v hale | Jaroslav Navrátil | Anders Jarryd Tomáš Šmíd   | 4-6 3-6     |

## Davisův pohár
Stanislav Birner odehrál 1 dvouhru za tým Československa.
Bilance dvouhra: 0-1
Bilance čtyřhra: -